# Boulevard des Batignolles (Paris)
Pour les articles homonymes, voir Boulevard des Batignolles et Batignolles.
Le boulevard des Batignolles est un boulevard des 8e et 17e arrondissements de Paris.

## Description

### Situation et accès

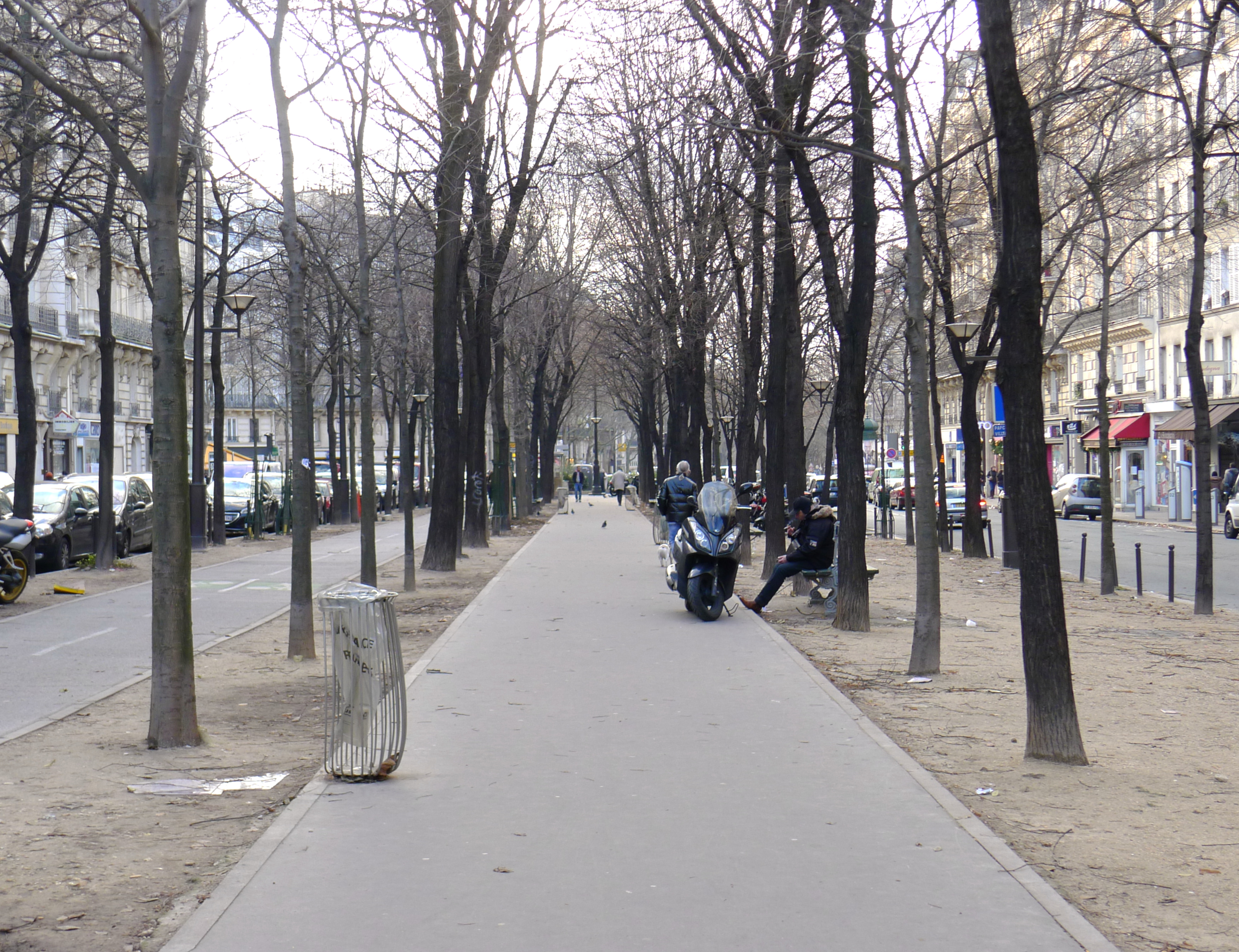
Promenade Aristides-de-Sousa-Mendes en 2014.

Partant de la place de Clichy et allant jusqu'à la place Prosper-Goubaux, il sépare le 8e au sud, du 17e arrondissement, au nord.
Au milieu de ce large boulevard à double voie sont plantés des arbres, dont certains bicentenaires. Les amateurs de pétanque viennent y jouer.
Cette longue allée piétonne débute, à l'ouest, par la promenade Aristides-de-Sousa-Mendes et se termine, à l'est vers la place de Clichy, par la promenade Cécile-Chaminade.
Ce site est desservi par les stations de métro Villiers, Rome et Place de Clichy.

### Origine du nom
Elle porte le nom de l'ancienne commune des Batignolles qu'elle longeait.

## Historique
Anciennement, c'était :
- à l'extérieur de l'ancien mur d'octroi
  - le boulevard des Batignolles
- à l'intérieur de l'ancien mur d'octroi
  - chemin de ronde de Clichy

Sur ce boulevard se trouvaient autrefois les barrières de Monceau, de la Réforme et de Clichy.
C'est devant le bazar Monceau, 63 boulevard des Batignolles, que furent arrêtés Henri Crozat de Fleury et Jean-Baptiste Pancrazi, membres de la bande à Bonnot.
Le 11 octobre 1914, durant la première Guerre mondiale, une bombe explose à l'angle du passage Geffroy-Didelot et du boulevard des Batignolles lors d'un raid effectué par des avions allemands.
À la suite d'un accident ferroviaire survenu dans le tunnel des Batignolles en 1921, ce dernier sera détruit entre 1923 et 1926, à l'exception de la galerie sous la rue de Rome. Les immeubles des nos 66 et 68 du boulevard des Batignolles seront démolis, et un nouveau pont métallique avec la ligne de métro n°2 en partie basse et la chaussée du boulevard des Batignolles en partie haute, sera posé pour franchir la tranchée ferroviaire,.
Ayant réalisé plusieurs milliers de photographies en parallèle de son activité littéraire, l'écrivain Émile Zola, à la fin du XIXe siècle, en prend une, aves piétons sous la pluie, au croisement de la rue de Rome et du boulevard des Batignolles.

## Bâtiments remarquables et lieux de mémoire
- No 10 : l'aventurière Thérèse Humbert y vécut.
- No 19 : la veuve du peintre Fernand Cormon y fut assassinée[6].
- No 21 : Le sculpteur, médailleur et peintre Aimé Millet (1819-1891) y a vécu et y est mort. Le peintre Alexeï Bogolioubov (1824-1896) y a vécu et y est mort. Ici se trouvait à partir de 1889 et jusqu'à sa mort, le cabinet de l'architecte Gustave Adolphe Gerhardt (1843-1921).
- No 43 : parking du pont de l'Europe, aménagé dans l'une des halles des anciennes messageries de la gare Saint-Lazare, construite en 1919.
- No 44 : temple des Batignolles, construit en 1898 et membre de l'Église protestante unie de France[7].
- No 45 : lycée Chaptal, établissement public.
- No 50 : emplacement de la maison de Louis Puteaux. Pour sa construction, le promoteur utilisa les matériaux de récupération issus de la démolition de l’église de l’abbaye Notre-Dame du Val. Le seuil de la porte d’entrée était la dalle funéraire d’un membre de la famille de Montmorency[8].
- No 52: Le Tréteau royal, théâtre fondé par Francis Robin[9].
- No 56 : ancienne École polonaise des Batignolles (1842-1874) puis École normale d'institutrice de Paris (à partir de 1874), désormais bâtiment de l'Institut national supérieur du professorat et de l'éducation (INSPÉ Paris).
- No 63 : emplacement du Grand Bazar Monceau[10]
- No 78 : théâtre Hébertot, côté 17e arrondissement, face à la promenade Jacques-Hébertot.
- N° 80 : anciennement le Relais des Batignolles, restaurant où l'acteur Jean Marais rossa le 12 juin 1941 le journaliste collaborationniste Alain Laubreaux pour ses propos diffamatoires à l'égard de Jean Cocteau. Cette scène violente sera reprise par François Truffaut dans son film Le Dernier Métro, en 1980.
- No 82 : Albert Bertalan (1899-1957), artiste peintre, y vécut[11].
- No 86 : domicile de Pierre Dumont (1884-1936), artiste peintre, dès 1925[réf. nécessaire].
- No 88 : Louise Michel (1830-1905) s'y installe à partir de 1856, mais l’immeuble actuel date de 1892[12].

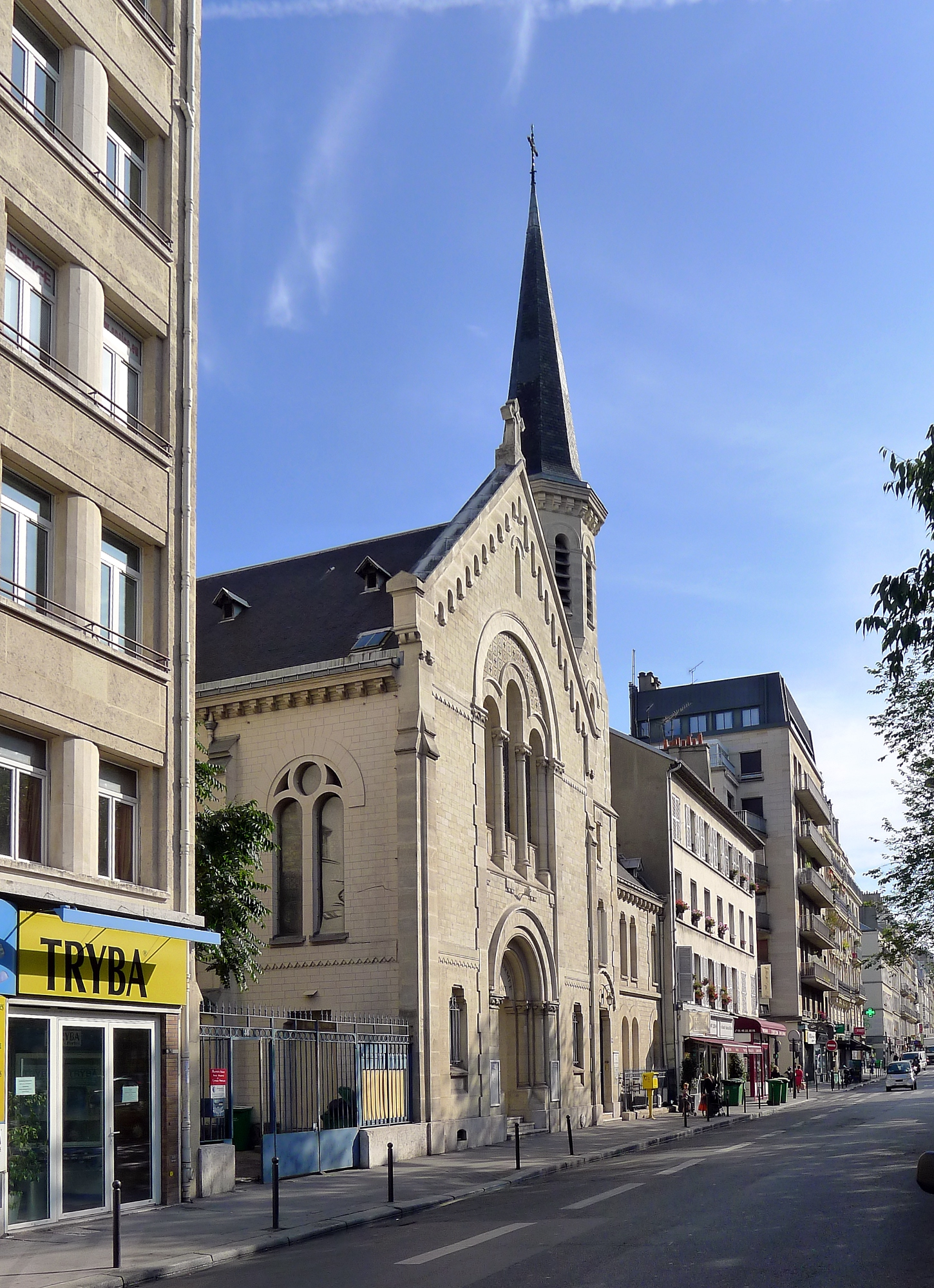
No 44 : temple des Batignolles.
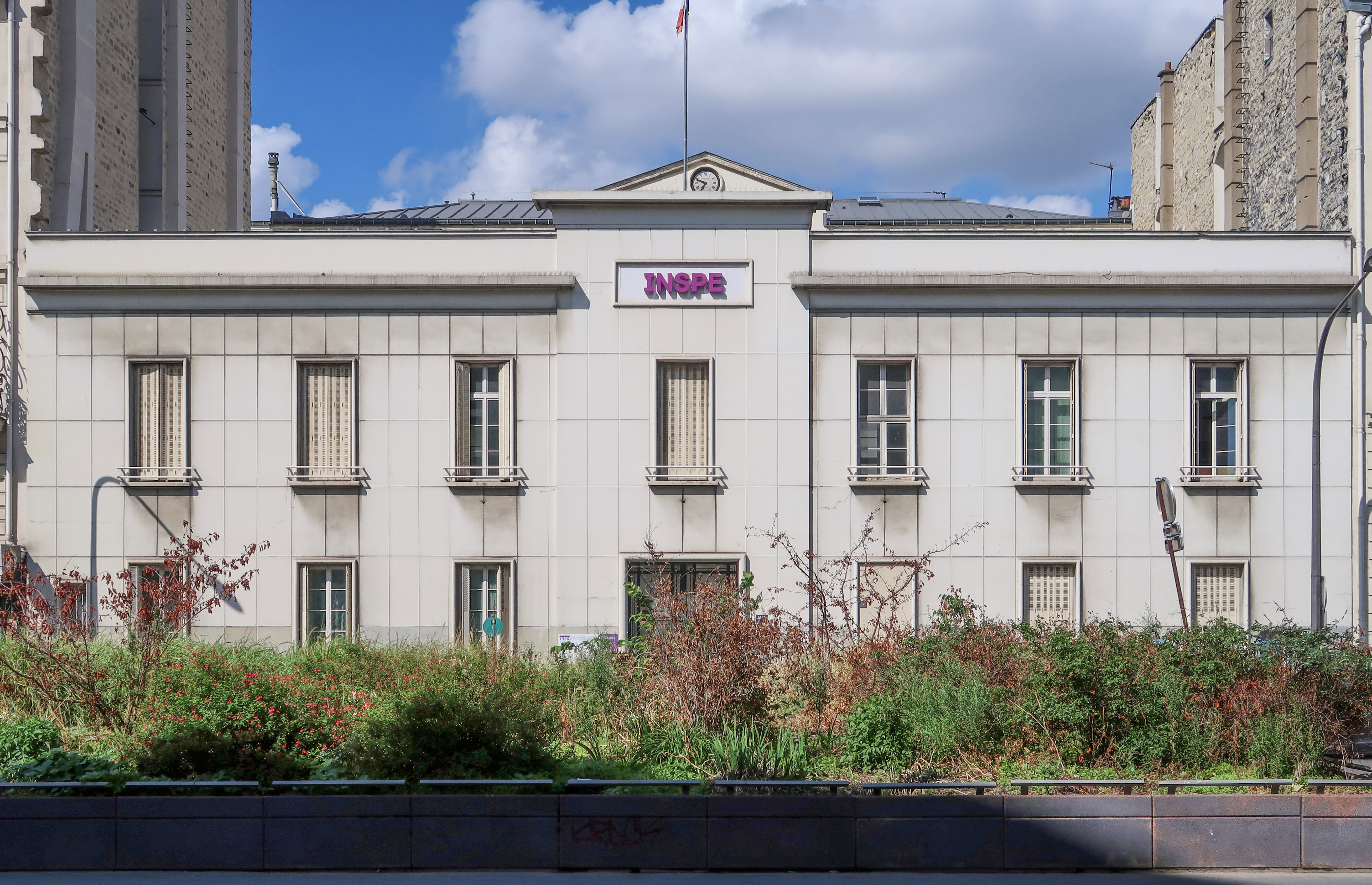
No 56 : INSPÉ.
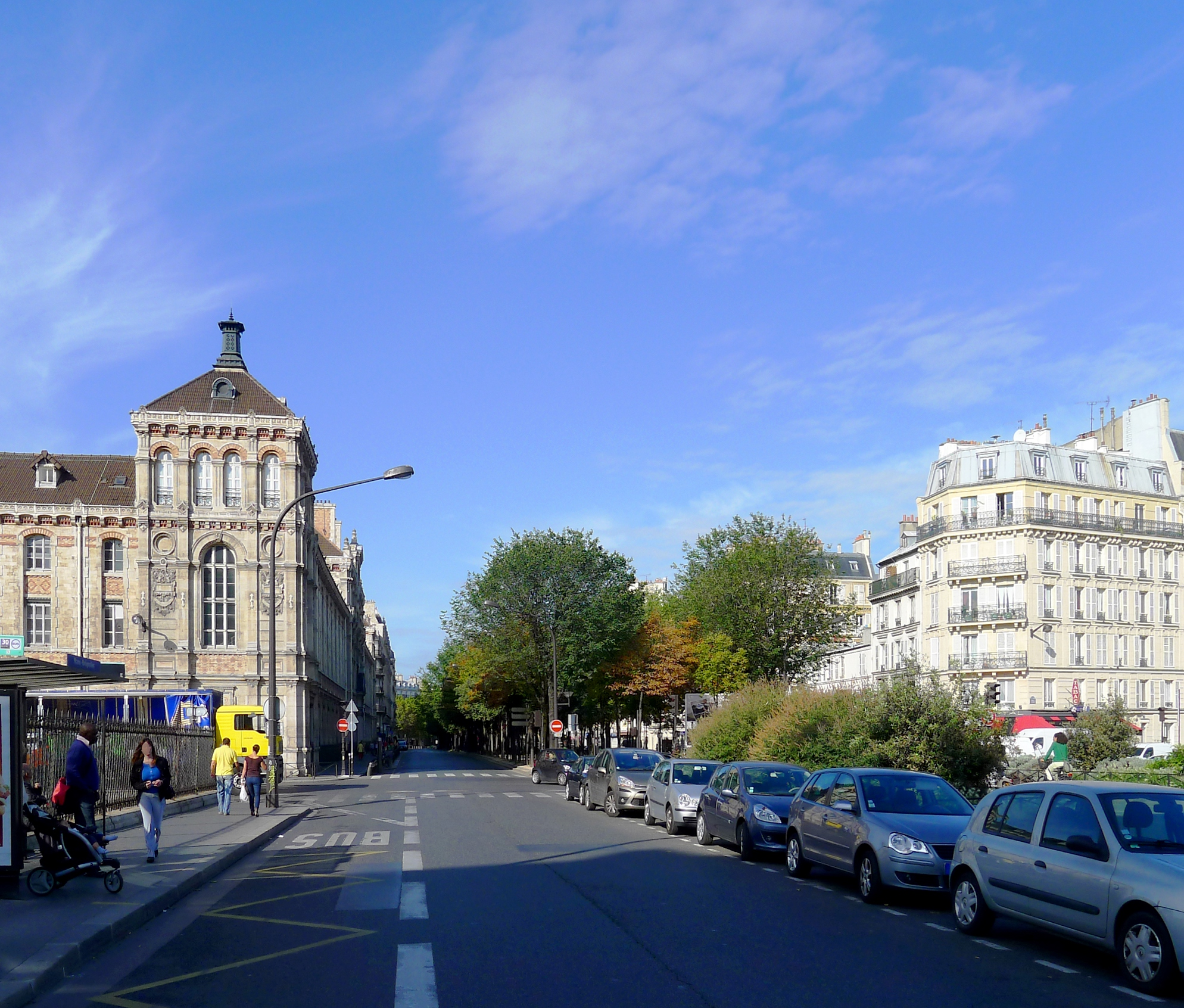
Le boulevard à proximité du lycée Chaptal (à gauche).